# La vita invisibile di Eurídice Gusmão
La vita invisibile di Eurídice Gusmão (A vida invisível) è un film del 2019 diretto da Karim Aïnouz, basato sull'omonimo romanzo del 2016 di Martha Batalha. È stato selezionato per rappresentare il Brasile nella categoria per il miglior film internazionale ai premi Oscar 2020, senza però riuscire a rientrare tra i candidati definitivi.

## Trama
Eurídice e Guida Gusmão sono due sorelle molto legate tra di loro, che vivono la loro giovinezza nella Rio de Janeiro dei primi anni '50, in un contesto familiare patriarcale e dalla mentalità retrograda. Una sera, Guida esce di nascosto di casa per incontrare un giovane marinaio greco, Giōrgos, di cui si è invaghita e la sorella copre la sua assenza col padre. Guida però non fa ritorno a casa, essendosi imbarcata per l'Europa col suo amato, come rivela nella prima della tante lettere indirizzate alla famiglia.
Rimasta sola, Eurídice accetta le convenzioni familiari, che prevedono anche un matrimonio combinato con Antenor, figlio di un ricco commerciante della città a cui si concede senza il minimo entusiasmo, avendo come unico rifugio la sua passione per il pianoforte, che suona sin da piccola. Durante il viaggio di nozze dei due, Guida fa ritorno a casa incinta, essendo stata sedotta e abbandonata dal marinaio. Il padre la allontana da casa con disprezzo e, oltre a proibire alla moglie di raccontare l’accaduto a Eurídice, mente a Guida dicendole che sua sorella ha coronato il suo sogno di andare a studiare musica al Conservatorio di Vienna.
Guida trova rifugio presso la casa di una povera donna di nome Filomena, mentre Eurídice accetta passivamente i goffi tentativi di suo marito di concepire a loro volta un figlio e continua a prendere lezioni di piano. Tra le due sorelle inizia un carteggio cieco dove l'una immagina l'altra felice nella rispettiva città, Atene e Vienna; mentre Eurídice scrive solamente a Guida, questa scrive all'intera famiglia, consapevole che la lettera potrebbe non essere letta né da sua madre né da sua sorella. Guida, dopo aver messo alla luce suo figlio, inizialmente lo cede in adozione all'ospedale, ma, convinta da Filomena, il giorno seguente se lo riprende e trova quindi lavoro presso una fonderia.
Di lì a poco anche Eurídice diventa madre di una bambina e nel contempo assolda un investigatore affinché rintracci sua sorella, impresa che lo stesso professionista le rivela essere alquanto improba, in una città così popolosa. Tuttavia, a una vigilia di Natale, le due sorelle sono quasi sul punto di incontrarsi in un ristorante, dove si incrociano sia i due ignari cuginetti che le rispettive coppie di zia e nipote, ma Guida abbandona il locale non appena vede in lontananza suo padre, seduto a un tavolo.
Eurídice trascina la sua esistenza, assiste sua madre nella malattia che la porta alla morte e accetta il suo ruolo di angelo del focolare, continuando a sperare di poter cambiare vita attraverso la musica. L'aver vinto un'audizione per un posto nel conservatorio di Rio le dà lo stimolo necessario per concepire un secondo figlio maschio, ma le posizioni ferree di padre e marito riguardo a un'eventuale carriera artistica stroncano nuovamente ogni sua speranza, non prevedendo per lei una vita diversa da quella della casalinga. Riceve poi una segnalazione dell'investigatore, che ha trovato in un cimitero una lapide che reca le generalità di Guida.
A insaputa di Eurídice, infatti, Filomena ha scambiato la sua identità con quella di Guida tramite uno scambio di foto sui documenti, al fine di cederle la casa prima di morire di tumore. Eurídice viene così a conoscenza del ritorno a casa della sorella e dell'esistenza di un figlio: suo padre però confessa solo parte dell'accaduto, omettendo la sua cacciata di casa. Eurídice, sentendosi tradita anche dalla defunta madre, brucia il suo pianoforte e cade in una forma di mania depressiva, mentre Guida, divenuta di fatto Filomena, finisce di scrivere lettere senza risposta, accettando la sua nuova identità.
Molti anni dopo, aprendo la cassaforte di Antenor appena defunto, i figli di Eurídice scoprono con lei le tante lettere spedite e trovano un indirizzo. Arrivati a destinazione, trovano sua nipote adolescente, in tutto e per tutto somigliante a Guida e di lei omonima, che le rivela i racconti che le faceva sua nonna sulla «miglior pianista del mondo».

## Distribuzione
Il film è stato presentato in anteprima il 20 maggio 2019 al Festival di Cannes, nella sezione Un Certain Regard. È stato distribuito nelle sale cinematografiche brasiliane da Vitrine Filmes a partire dal 21 novembre 2019 e in quelle tedesche da Piffl Medien a partire dal 26 dicembre dello stesso anno.
In Italia, il film è stato distribuito da Officine UBU a partire dal 12 settembre 2019.

## Riconoscimenti
- 2019 - Festival di Cannes[8]
  - Premio Un Certain Regard
- 2019 - National Board of Review Awards[9]
  - Migliori film stranieri dell'anno
- 2020 - Independent Spirit Awards[10]
  - Candidatura per il miglior film straniero